# 佛鼎
佛鼎（1905年—1993年1月6日），蒙古族，绥远土默特旗公主府村（今呼和浩特市新城区海拉尔大街公主府社区）人，中华民国大陆时期及中华人民共和国政治人物。

## 生平
1920年代初，佛鼎开始参加学生运动。1923年7月，佛鼎考入北京蒙藏学校。1923年底，佛鼎加入中国社会主义青年团，1924年转为中国共产党党员，并且和多松年、赵诚组成了蒙藏学校首个中国共产党小组。
1925年，佛鼎奉派赴蒙古人民共和国党务学校学习。1927年秋，到莫斯科东方大学学习。1928年6月，中国共产党第六次全国代表大会在莫斯科召开，佛鼎担任大会的工作人员，翻译了此次大会上的政治报告《中国革命与共产党》、《关于组织问题和军事工作》的报告、《关于政治报告的结论》等会议文件，获得大会赞扬。周恩来、瞿秋白、共产国际东方部负责人米夫当时分别接见了佛鼎。
1929年6月某晚，中国共产党驻共产国际代表瞿秋白、共产国际东方部书记瓦格涅尔找佛鼎谈话，他们称：“中国第一次国内革命战争以后，全国各地中共党组织遭到严重破坏，为了恢复党的组织和工作，决定派一部分蒙古族同志回内蒙古恢复党组织和工作。” 瞿秋白称：“组织上决定派你和乌兰夫及在蒙古党务学校的奎璧等同志组成三人领导小组，你为书记，乌兰夫为组织委员，奎璧为宣传委员，带领一些蒙古族党员还有非党员，回内蒙古恢复党的组织和工作。”佛鼎接受了组织交给的此次任务。

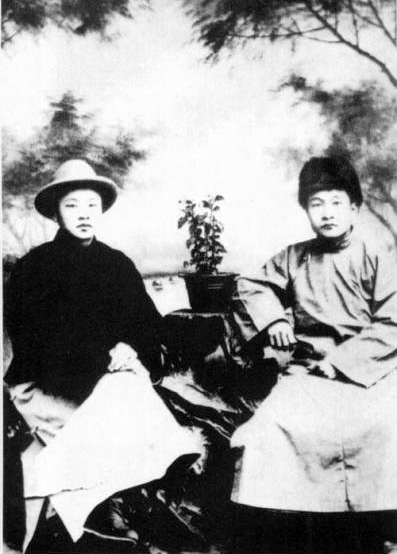
1925年10月，中共北方区委选派乌兰夫到苏联莫斯科中山大学深造，出发前乌兰夫（左）与佛鼎（右）在北京蒙藏学校留影。

随后，1929年，佛鼎、乌兰夫、奎璧、李森奉派归国，赴内蒙古西部工作。三人领导小组改组为中共内蒙古西蒙工委，佛鼎出任中共内蒙古西蒙工委书记。任内，他迅速成立了中国共产党的基层组织，并发展了不少党员，将一些青年如高凤英、毕力格巴图尔等人送到蒙古人民共和国党务学校学习。
1930年9月，佛鼎奉命赴乌兰巴托参加了内蒙古人民革命党的代表会，作《关于内蒙古革命与武装斗争问题》的报告。1930年11月末，佛鼎赴莫斯科，向共产国际、瞿秋白及周恩来汇报内蒙古的革命形势。随后，中共中央驻共产国际代表决定，王若飞和吉合回内蒙古展开工作，佛鼎留在莫斯科共产国际东方部从事研究工作。
因为佛鼎对苏联的煤炭工业有研究，经共产国际和中共中央驻共产国际代表同意，佛鼎先到共产国际东方部的太平洋研究院任职，后因受到诬陷，被流放到苏联西伯利亚的科米苏维埃因塔煤炭矿区，先担任矿长，后任总工程师。
1957年获得平反后，佛鼎携全家于1957年7月从苏联回到中华人民共和国， 1958年3月任内蒙古自治区煤炭管理局总工程师。中苏关系恶化之后，佛鼎在“文化大革命” 前夕被关入监狱。“四人帮”倒台后，佛鼎于1987年获平反，当时因其年事已高，乃离休在家居住。
1993年1月6日，佛鼎在呼和浩特市病逝。